# Estanys de Dalt de Baciver
Els estanys de Dalt de Baciver son un conjunt d'estanys format per dos de majors i diversos més petits, tots ells situats a la part superior del Circ de Baciver. Si bé el circ geogràficament forma part de la Vall d'Aran, la major part dels estanys són dintre del terme municipal d'Alt Àneu, al Pallars Sobirà. La resta és inclosa en l'antic terme municipal de Tredòs, actualment al municipi de Naut Aran. La part que pertany al municipi d'Alt Àneu està inclosa en el Parc Natural de l'Alt Pirineu. La seva cota d'altitud oscil·la entre el 2.310 i els 2.326 metres.
Els estanys pertanyen a la conca del riu Garona. Dels estanys neix un emissari que desaigua a l'estany de Baix de Baciver.